# Університет нафти і енергетики
Університет нафти і енергетики (англ. University of Petroleum and Energy Studies) — публічний спеціалізований університет у місті Деградун, столиці індійського штату Уттаракханд, заснований в 2003 році урядом штату, перший індійський заклад у галузі.